# 쿠바섬

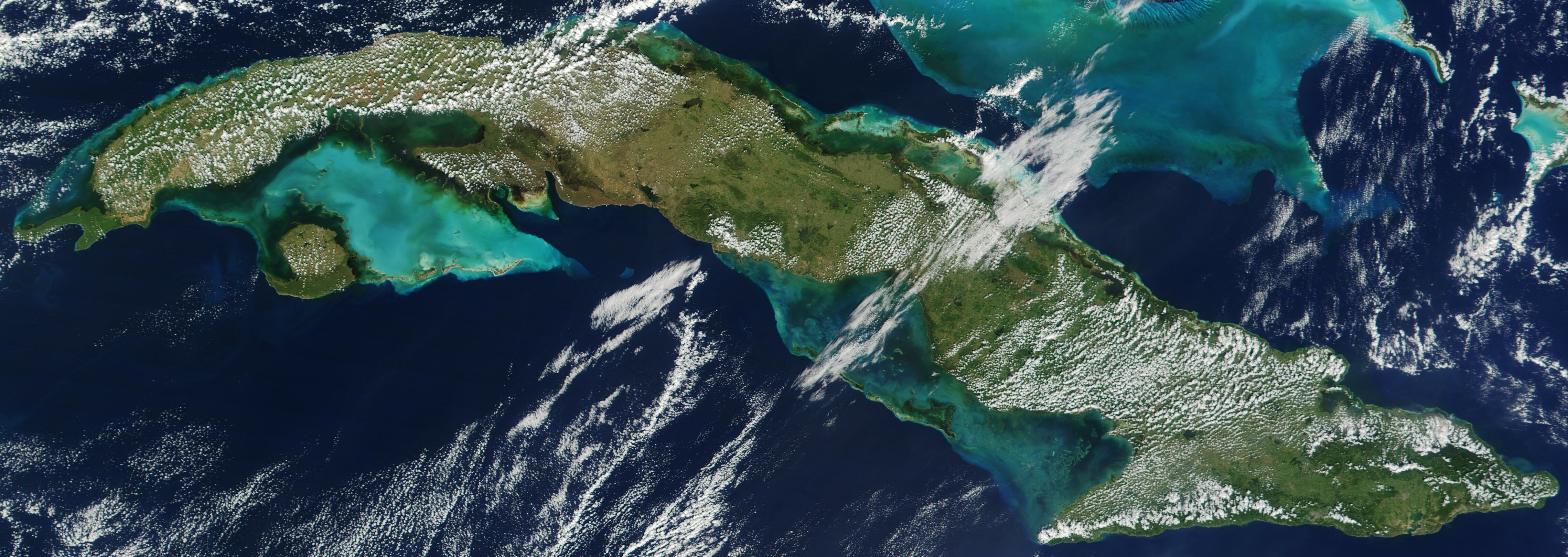
쿠바섬의 위성 사진

쿠바섬은 앤틸리스 제도에서 가장 큰 섬이다. 쿠바 공화국 영토의 94.6%를 차지하며, 수도 아바나는 섬 북쪽 해안에 있다. 남동부 해안에는 미국이 관리하는 관타나모만 해군 기지가 있으며, 이 지역은 섬 전체의 0.1%를 차지한다.